# 北域肖叶甲属
北域肖叶甲属（学名：Chloropterus）为金花虫科的一个属。

## 下属物种
本属包括以下物种：
- 西藏光翅叶甲 Chloropterus gradis Weise
- 硕北域肖叶甲 Chloropterus grandis Weise,1889
- Chloropterus moldaviensis Pic, 1909
- Chloropterus versicolor (Morawitz, 1860)